# Hoge Poort (Darłowo)
De Hoge Poort (Pools: Wysoka Brama) (Duits: Hohes Tor) is een stadspoort in de Poolse Hanzestad Darłowo (Duits: Rügenwalde). De gotische poort is een voorbeeld van baksteengotiek en staat op deze plek sinds de 14e eeuw. De poort maakte onderdeel uit van de stadsmuur van Darłowo, welke verbonden was met het kasteel van de Pommerse hertogen. De stad beschikte over vijf stadspoorten. De Hoge Poort bestaat uit zes verdiepingen.

## Afbeeldingen

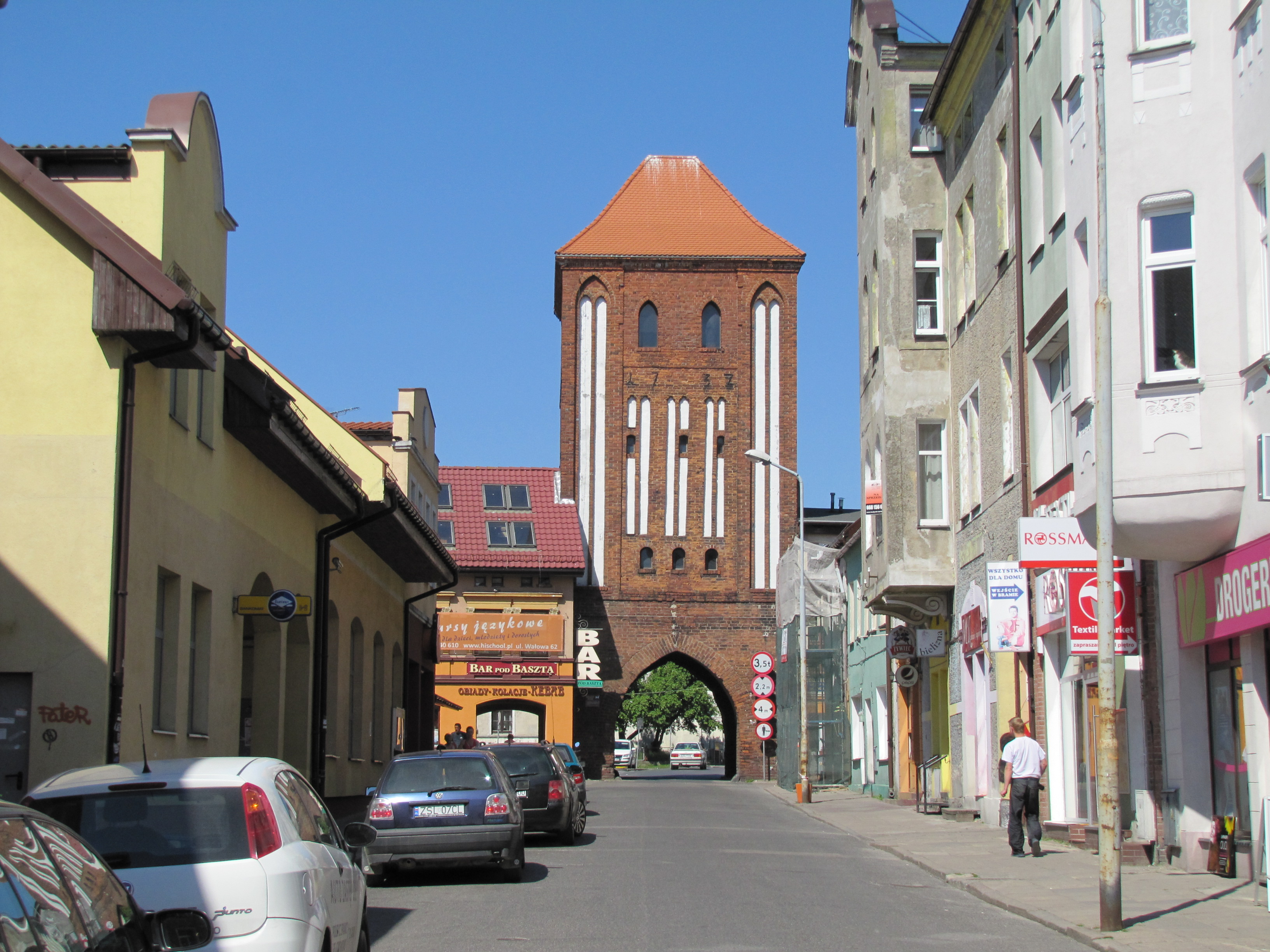
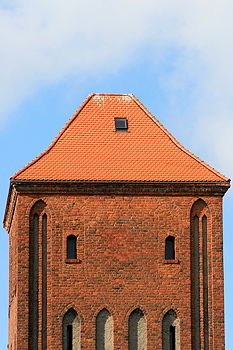